# María Isabel Hylton Scott
María Isabel Hylton Scott (Córdoba, 16 de agosto de 1889–La Plata, 1 de septiembre de 1990) fue una zoóloga, malacóloga y profesora argentina. Se destacó como anatomista de moluscos, especializada en gastrópodos terrestres. Fundó, junto a su esposo Max Birabén, la revista Neotrópica. Notas Zoológicas Sudamericanas en 1954.

## Biografía
Obtuvo el título de maestra normal nacional en Córdoba en 1908; Rosario Vera Peñaloza fue la encargada de entregárselo. Ejerció la docencia durante un año antes de decidir continuar con su formación en la Universidad Nacional de La Plata, donde, en 1911, logró el título de profesora en Pedagogía y Ciencias Afines.
Mientras cursaba la carrera de Ciencias Naturales, trabajó como ayudante del laboratorio de Zoología en el Museo de La Plata desde 1914, luego fue nombrada jefa. El laboratorio estaba a cargo del profesor Miguel Fernández que se dedicaba la investigación embriológica y anatómica. En 1916 obtuvo el doctorado en Ciencias Naturales con orientación en Zoología, convirtiéndose en la primera mujer en tener ese grado académico en Argentina. Su tesis de doctorado, que obtuvo la calificación más alta y fue publicada en los Anales del Museo Nacional de Buenos Aires, Sobre el desarrollo intraovarial de Fitzroyia lineataa, donde bordó el desarrollo embrionario de una especie local de peces vivíparos. En esta institución fue jefa de trabajos prácticos en 1919 y profesora suplente desde 1933 hasta 1946, cargo que volvió a tomar a partir de 1955 y que más tarde pudo titularizar mediante concurso.

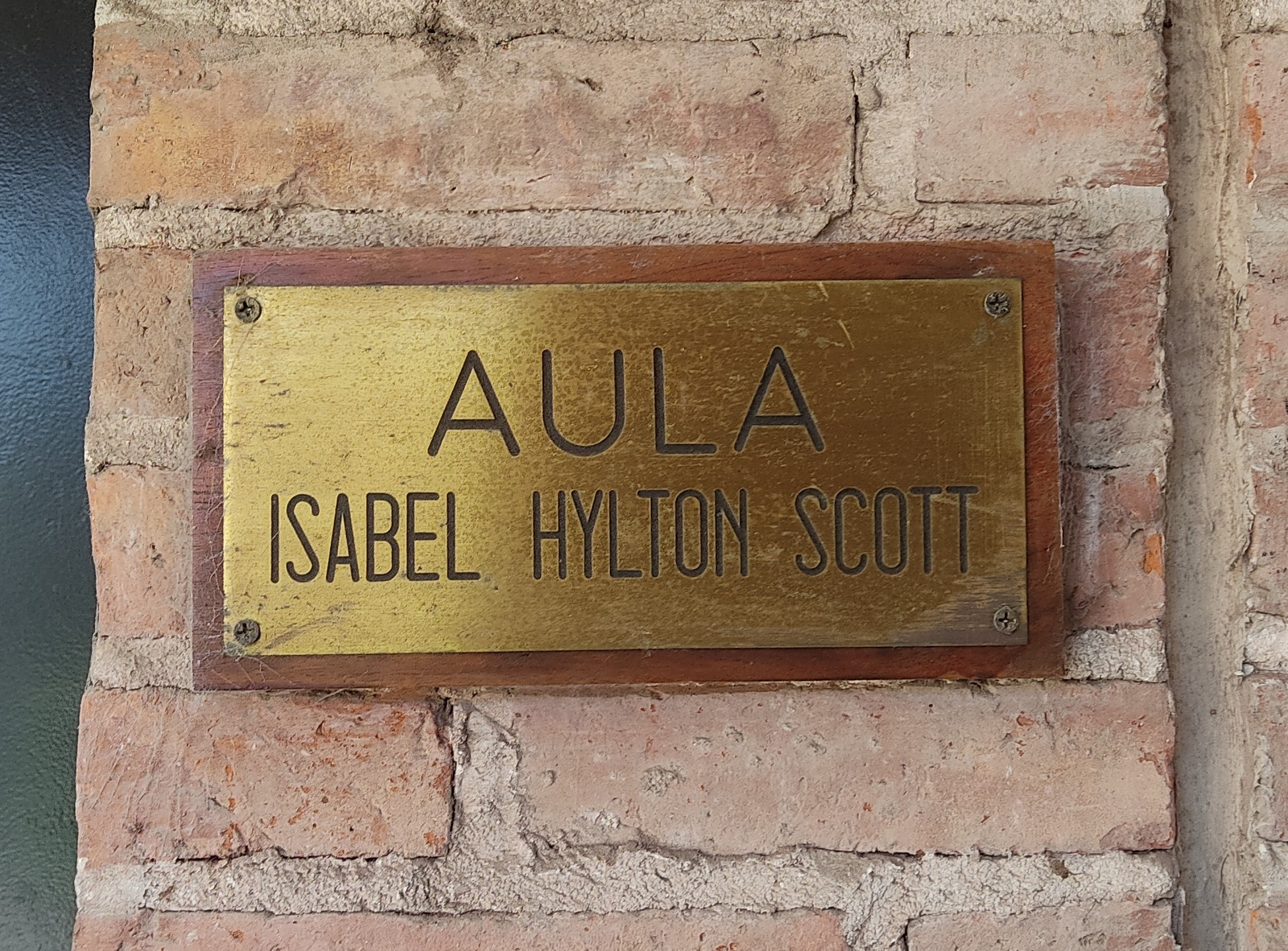
Placa en el aula nombrada en honor a Isabel Hylton Scott en la Facultad de Ciencias Naturales y Museo.

Se jubiló en 1965, a los 76 años, aunque continuó su trabajo de investigación toda su vida; a los 88 años, recibió una medalla con motivo del centenario del Museo de La Plata, y en los siguientes siete años publicó cinco nuevos trabajos científicos. En 1977 la Asociación Argentina de Ciencias Naturales la nombró socia honoraria por sus excepcionales méritos científicos. A su vez, en el edificio principal de la Facultad de Ciencias Naturales y Museo de la Universidad Nacional de La Plata hay una aula en su honor. 
Describió por primera vez varias especies de gastrópodos, entre ellos Aylacostoma chloroticum, Bulimulus elatior, B. gracilis, Chilina megastoma, Clessinia pagoda, Epiphragmophora hemiclausa, E. jujuyensis, E. proseni, E. puella, E. variegata, Lilloiconcha tucumana, Pilsbrylia paradoxa y los géneros Hirtudiscus, Pilsbrylia, Stephadiscus y Ulpia.

### Viaje a Santa Cruz
Realizó un viaje vía terrestre a la provincia de Santa Cruz junto a su esposo en los meses de febrero y marzo de 1936 con el objetivo de explorar todo el territorio de la provincia y acopiar material de investigación; para ello prepararon un vehículo que les sirviera como habitación y laboratorio: un ómnibus con chasis Chevrolet de 6 metros de largo, 2,10 metros de ancho y 2,60 metros de altura. Partieron desde La Plata a bordo de un buque petrolero que los llevó hasta Comodoro Rivadavia incluyendo a su casa rodante. Después de tres días de navegación llegaron a destino y allí comenzó la travesía por un territorio en el que había mucho por descubrir. Regresaron a fines de marzo al Museo de La Plata con una importante colección de especies faunísticas, otra de especies de plantas (259 ejemplares de 133 especies diferentes) y varias notas de campo. Los resultados fueron publicados al año siguiente en la Revista del Museo de La Plata, informe que años después fue publicado en cinco ediciones de la revista Argentina Austral.

## Publicaciones
Todas sus escritos fueron hechos en idioma español y publicados en revistas nacionales, sin embargo sus trabajos han aparecido citados en Traité de zoologie de Grassé (en francés), en The invertebrates de Libbie Hyman (en inglés), y también en publicaciones latinoamericanas, hindúes y egipcias.
- Hylton Scott, M. I. Estudio anatómico del borus "Strophocheilus lorentzianus" (Doer.) (Mol. Pulm.). Buenos Aires: Universidad Nacional de la Plata, Instituto del Museo, 1939. OCLC 988681162
- Hylton Scott, M. I. Sobre un test de Arbacia dufresnii (BLV): tetrarradiado. Buenos Aires: Imprenta y Casa Editora Coni, 1939. OCLC 913106172
- Hylton Scott, M. I. Sobre la organización de Ampullaria (Asolene) megastoma Sowerby. La Plata: Imprenta y Casa Editora Coni, 1943. OCLC 55372106
- Hylton Scott, M. I. Hallazgo del género Vertigo en la Argentina (Mol. pulm.). La Plata: Instituto del Museo de la Universidad Nacional de La Plata, 1946. OCLC 992147191
- Hylton Scott, M. I. Estudio morfológico y taxonómico de los ampulláridos de la República Argentina. Buenos Aires, 1957. OCLC 67004565
- Hylton Scott, M. I. Anotaciones sobre la morfología de "Tropicorbis peregrinus" (d'Orb.). La Plata: Universidad Nacional de La Plata, Facultad de Ciencias Naturales y Museo, 1957. OCLC 253716162
- Hylton Scott, M. I. Primeras etapas del sistema circulatorio en Fitzroyia. Buenos Aires: Imprenta y Casa Editora Coni,  1962. OCLC 257188066
- Hylton Scott, M. I. Notas sobre la anatomía de Microborus lutescens dorbignyi (Doer.): (Gastrop. Pulm.). Buenos Aires, 1965. OCLC 903303690
- Hylton Scott, M. I. Homalonyx weyrauchi, nueva especie de Tucumán (Gastropoda: Succineidae). Buenos Aires: Imprenta y Casa Editora Coni, 1971. OCLC 49596515
- Hylton Scott, M. I. Lista de Gastropoda terrestres, principalmente endodóntidos de Tierra del Fuego, isla de los Estados e islotes vecinos. Buenos Aires, 1972. OCLC 904458183

## Abreviatura (zoología)
La abreviatura Hylton Scott  se emplea para indicar a María Isabel Hylton Scott como autoridad en la descripción y taxonomía en zoología.